# Váhovce
Váhovce (em húngaro: Vága; em alemão: Waagau) é um município da Eslováquia, situado no distrito de Galanta, na região de Trnava. Tem 15,98 km² de área e sua população em 2018 foi estimada em 2.083 habitantes.

## Demografia
| Ano:        | 1994 | 2004   | 2014   | 2024   |
| ----------- | ---- | ------ | ------ | ------ |
| Broj ljudi: | 1949 | 2070   | 2136   | 2008   |
| Razlika:    |      | +6,20% | +3,18% | -5,99% |

| Ano:               | 2023 | 2024   |
| ------------------ | ---- | ------ |
| Número de pessoas: | 2024 | 2008   |
| Diferença:         |      | -0,79% |